# Spartaco Landini
Spartaco Landini (31. januar 1944 - 16. april 2017) var en italiensk fodboldspiller (forsvarer).
Landini spillede hele sin karriere i hjemlandet, hvor han blandt andet repræsenterede Inter, Palermo og Napoli. Han vandt to italienske mesterskaber med Inter og én Coppa Italia-titel med Napoli.
For det italienske landshold spillede Landini fire kampe. Han var med i truppen til VM 1966 i England og spillede én af italienernes kampe i turneringen.